# Jarlagab
Jarlagab – władca gutejski, następca Igeszausza, który według Sumeryjskiej listy królów miał rządzić Sumerem przez 15 lat.